# Zmarli w roku 1971
Lista osób zmarłych w 1971:

## styczeń 1971
- 10 stycznia – Coco Chanel, francuska dyktatorka mody (ur. 1883)
- 16 stycznia:
  - Bunny Abbott, nowozelandzki rugbysta (ur. 1882)
  - Wiktor Baranek, polski urzędnik, działacz narodowy, uczestnik powstań śląskich (ur. 1890)
  - Philippe Thys, belgijski kolarz szosowy (ur. 1890)
- 30 stycznia – Józef Gąsienica Wawrytko, przewodnik tatrzański i ratownik górski (ur. 1889)

## luty 1971
- 10 lutego – Larry Burrows, brytyjski fotoreporter (ur. 1926)
- 12 lutego – Nelson Glueck, amerykański archeolog i rabin (ur. 1900)
- 22 lutego – Kazimierz Kozan, polski oficer (ur. 1895)

## marzec 1971
- 8 marca – Harold Lloyd, amerykański aktor komediowy (ur. 1893)
- 14 marca – Marian Iwańciów, polski malarz i grafik (ur. 1906)

## kwiecień 1971
- 8 kwietnia – Eugen Ferdinand Hoffmann, niemiecki pisarz (ur. 1885)
- 16 marca – Bebe Daniels, amerykańska aktorka (ur. 1901)
- 17 marca – Cyryl, prawosławny patriarcha Bułgarii (ur. 1901)
- 6 kwietnia – Igor Strawinski, rosyjski kompozytor, pianista, dyrygent (ur. 1882)
- 16 kwietnia – Feliks Chmurkowski, polski aktor, reżyser teatralny, prezes ZASP (ur. 1896)

## maj 1971
- 11 maja – Rafał Wojaczek, polski poeta, zginął śmiercią samobójczą (ur. 1945)
- 19 maja – Czesław Janczarski, polski pisarz i poeta (ur. 1911)
- 29 maja – André Lesauvage, francuski żeglarz, medalista olimpijski (ur. 1890)
- 31 maja – Axel Rydin, szwedzki żeglarz, medalista olimpijski (ur. 1887)

## czerwiec 1971
- 26 czerwca:
  - Halvor Birkeland, norweski żeglarz, medalista olimpijski (ur. 1894)
  - Tadeusz Schaetzel, polski żołnierz i polityk, wicemarszałek Sejmu (ur. 1891)
- 29 czerwca:
  - Gieorgij Dobrowolski, kosmonauta radziecki (ur. 1928)
  - Wiktor Pacajew, radziecki kosmonauta (ur. 1933)
  - Władisław Wołkow, radziecki kosmonauta (ur. 1935)

## lipiec 1971
- 1 lipca – William Lawrence Bragg, australijski fizyk, laureat Nagrody Nobla (ur. 1890)
- 2 lipca – Zofia Kernowa (Zofia Zawiszanka), polska prozaiczka i publicystka, działaczka niepodległościowa (ur. 1889)
- 3 lipca – Jim Morrison, amerykański wokalista, lider zespołu The Doors (ur. 1943)
- 6 lipca – Louis Armstrong, amerykański trębacz i wokalista jazzowy (ur. 1901)
- 7 lipca – Ub Iwerks, amerykański rysownik, twórca Myszki Miki (ur. 1901)
- 13 lipca:
  - Harry Dénis, holenderski piłkarz (ur. 1896)
  - Lucjan Kulej, polski prawnik, hokeista, wioślarz (ur. 1896)
  - Jacques Leclercq, belgijski duchowny katolicki, etyk, socjolog, wykładowca akademicki (ur. 1891)
  - Franz Joseph von Thurn und Taxis, niemiecki arystokrata (ur. 1893)
- 14 lipca:
  - Mak Dizdar, jugosłowiański poeta pochodzenia bośniackiego (ur. 1917)
  - Alfred von Hubicki, austriacko-niemiecki generał (ur. 1887)
- 15 lipca:
  - Romeu Pellicciari, brazylijski piłkarz (ur. 1911)
  - Bill Thompson, amerykański aktor (ur. 1913)
- 21 lipca – Yrjö Väisälä, fiński geodeta i astronom (ur. 1891)
- 22 lipca:
  - Teofil Długosz, polski duchowny katolicki, teolog, historyk Kościoła (ur. 1887)
  - Ryszard Kierczyński, polski aktor (ur. 1902)
  - Tadeusz Stępowski, polski prozaik, publicysta (ur. 1908)
- 25 lipca – Władysław Daszewski, polski scenograf, grafik, malarz (ur. 1902)
- 28 lipca:
  - Diane Arbus, amerykańska fotografka pochodzenia żydowskiego (ur. 1923)
  - Stanisław Chlebda, polski nauczyciel, polityk, poseł na Sejm PRL (ur. 1909)

## sierpień 1971
- 7 sierpnia – Izaak Meir Lewin (hebr.: יצחק-מאיר לוין), polski i izraelski rabin, działacz społeczny i polityk (ur. 1893)
- 10 sierpnia – Fernand Cournollet, francuski curler (ur. 1882)
- 16 sierpnia – Paul Lukas, amerykański aktor pochodzenia węgierskiego (ur. 1891)
- 19 sierpnia – Wilhelm Scheider, polski koordynator Świadków Jehowy (ur. 1898)
- 24 sierpnia – Carl Blegen, amerykański archeolog (ur. 1887)
- 25 sierpnia – Thorleif Kristoffersen, norweski żeglarz, medalista olimpijski (ur. 1900)

## wrzesień 1971
- 1 września – Mordechaj Ofer, izraelski polityk (ur. 1924)
- 2 września – Henrik Robert, norweski żeglarz, medalista olimpijski (ur. 1887)
- 11 września:
  - Nikita Chruszczow, radziecki przywódca państwowy (ur. 1894)
  - Bella Darvi, polska aktorka pochodzenia żydowskiego (ur. 1928)
- 13 września:
  - Andrzej Bieńkowski, polski ekonomista leśnictwa (ur. 1916)
  - Lin Biao, chiński wojskowy, polityk (ur. 1907)
- 20 września – Jorgos Seferis, grecki poeta, noblista (ur. 1900)
- 29 września – Shtjefën Kurti, albański duchowny katolicki, męczennik, błogosławiony (ur. 1898)

## październik 1971
- 8 października:
  - Harry Steel, amerykański zapaśnik (ur. 1899)
  - Władimir Ustinow, radziecki generał major, polityk, dyplomata (ur. 1907)
  - Ramón Villeda Morales, honduraski lekarz, polityk, prezydent Hondurasu (ur. 1908)
- 11 października:
  - Chester Conklin, amerykański aktor, komik (ur. 1886)
  - Lewis Puller, amerykański generał (ur. 1898)

## listopad 1971
- 1 listopada – Jadwiga Smosarska, polska aktorka (ur. 1898)
- 2 listopada – Janina Porazińska, polska pisarka (ur. 1882 albo 1888)
- 3 listopada – Manuel Lozano Garrido, hiszpański dziennikarz, błogosławiony katolicki (ur. 1920)
- 7 listopada – Zdzisław Kieturakis, polski chirurg, nauczyciel akademicki (ur. 1904)
- 26 listopada – Jakub Alberione, ksiądz, założyciel Towarzystwa św. Pawła, błogosławiony Kościoła katolickiego (ur. 1884)
- 27 listopada – Paweł Bajeński, polski przywódca Zjednoczenia Kościołów Chrystusowych (ur. 1908)
- 29 listopada – Petrus Wernink, holenderski żeglarz, medalista olimpijski (ur. 1895)

## grudzień 1971
- 2 grudnia – Maciej Kazimierz Święcicki, profesor prawa pracy (ur. 1913)
- 9 grudnia – Ralph Bunche, amerykański politolog, dyplomata, laureat Nagrody Nobla (ur. 1904)
- 27 grudnia – Ernst Kozub, niemiecki śpiewak, tenor (ur. 1924)
- 30 grudnia – Zbigniew Burzyński, polski pilot i konstruktor balonów, dwukrotny zdobywca pucharu Gordona Bennetta (ur. 1902)